# (2244) Tesla
(2244) Tesla es un asteroide perteneciente al cinturón de asteroides descubierto por Milorad Protić desde el observatorio de Belgrado, Serbia, el 22 de octubre de 1952.

## Designación y nombre
Tesla fue designado inicialmente como 1952 UW1.
Más adelante se nombró en honor del físico estadounidense de origen serbio Nikola Tesla (1856-1943).

## Características orbitales
Tesla está situado a una distancia media del Sol de 2,814 ua, pudiendo alejarse hasta 3,316 ua y acercarse hasta 2,311 ua. Tiene una excentricidad de 0,1785 y una inclinación orbital de 7,828°. Emplea 1724 días en completar una órbita alrededor del Sol.